# Casey FitzRandolph
Casey J. FitzRandolph (ur. 21 stycznia 1975 w Madison) – amerykański łyżwiarz szybki, mistrz olimpijski i dwukrotny medalista mistrzostw świata.

## Kariera
Specjalizował się w sprintach. Brał udział w igrzyskach olimpijskich w latach 1998, 2002 i 2006. Największy sukces osiągnął na igrzyskach w Salt Lake City w 2002 roku, gdzie zwyciężył na dystansie 500 m. W zawodach tych wyprzedził bezpośrednio Japończyka Hiroyasu Shimizu oraz swego rodaka Kipa Carpentera. W tym samym roku zdobył też srebrny medal na mistrzostwach świata w wieloboju sprinterskim w Hamar, przegrywając tylko z Jeremym Wotherspoonem z Kanady. W tej samej konkurencji wywalczył też brązowy medal podczas mistrzostw świata w Hamar w 1997 roku.

### Mistrzostwa świata
- Mistrzostwa świata w wieloboju sprinterskim
  - srebro – 2002
  - brąz - 1997